# Jared Spears
Jared Tozier Spears (Chicago, Illinois, 15 augustus 1936) is een Amerikaans componist en muziekpedagoog.

## Levensloop
Spears studeerde aan de Northern Illinois University in DeKalb en behaalde zijn Bachelor of Science in Education, Business Technology (BSE). Verder studeerde hij slagwerk en compositie aan de Cosmopolitan School of Music in Chicago, waar hij zijn Bachelor of Music en zijn Master of Music behaalde. Aansluitend studeerde hij aan de Northwestern University in Chicago en promoveerde daar tot Ph.D. (Philosophiæ Doctor) in compositie. Tot zijn leraren behoorden Blyth Own, Alan Stout en Anthony Donato.
Spears doceerde muziektheorie, muziekgeschiedenis, compositie en slagwerk zowel in de High Schools alsook aan de universiteiten. In 1999 ging hij naar 32 jaren werkzaamheden in de opleiding met pensioen. Hij is professor emeritus van de Staatsuniversiteit van Arkansas (ASU) in Jonesboro (Arkansas).
Als componist schreef hij meer dan 300 werken voor harmonieorkest, koor, orkest en ensembles. Als dirigent was hij een veelgevraagd gast in de Verenigde Staten, Canada en Europa bij festivals, jeugdcamps en clinics. Hij ontving talrijke prijzen en onderscheidingen zoals de Faricy Award voor creatieve muziek van de Northwestern University School of Music, de Award of Merit van het bestuur van de afdeling Arkansas van de National Federation of Music Clubs en ook van de American Society of Composers, Authors and Publishers (ASCAP). 

## Composities

### Werken voor orkest
- Dance Diabolique, voor strijkorkest
- Hill Point Fantasy - Overture for Orchestra

### Werken voor harmonieorkest
- 1969 Kimberly Overture
- 1970 Dramatic Episode
- 1970 Neologue
- 1971 Chatham Overture
- 1972 Third Set
- 1972 Prologue and Pageant, suite
- 1973 Chronolog
- 1974 A Wind River Portrait
- 1974 Meditation and Festiva
- 1974 Triolog
- 1976 Premiere Passacaglia
- 1976 Wilderness Overture
- 1977 Momentations
- 1978 Novelette
- 1979 Alleluias
- 1979 Forest Park Overture
- 1980 At a Dixieland Jazz Funeral, voor Dixieland-Band en harmonieorkest
- 1981 Cantique and Festival
- 1981 Day of the Shofar
- 1981 Ritual and Capriccio
- 1981 Scenario
- 1982 Canticles
- 1982 Crestview
- 1982 Thunder Mountain Overture
- 1983 Prayer and Proclamation
- 1984 New Century Overture
- 1985 Westward Trails - General Words and Music
- 1986 Axon
- 1986 Jubilations
- 1986 Lament and Caprice
- 1986 Praeludium - gebaseerd op de koraal Praise ye the Lord", the Almighty
- 1987 Colorama Overture
- 1987 Cannon Beach Overture
- 1987 Mission Creek
- 1987 New River Suite
- 1987 Roaring Mountain Overture
- 1987 Sentinal Overture
- 1989 Images and Faces from a World
- 1990 Castles of Llyr
- 1992 Spiritual
- 1993 The Water of the Myth
- 1996 Bravo!
- 1996 A Gathering of Angels
- 1997 Jubilation Overture
- 1998 The Adventurers
- 2000 Joyous Alleluias
- 2002 Mountain View Portrait
- 2005 Of Times Medieval - gebaseerd op de koraal Veni Creator Spiritus
- 2006 Return to Wind River
- A Furious Fable
- A Maverick Overture
- A Sacred Set
- Affirmation
- Cahokia
- Cantilena
- Collocation for Winds and Percussion
- Country Cameos, suite
- Cyber Quest
- Dawn Seeker
- Deo Gratias
- Fiesta Nueva
- From a Schumann Album
- Heartland Sketches
- Heritage Hill
- Images Diabolique
- Legacy - Concerto, voor drie slagwerkers solo en harmonieorkest
- March for Moderns
- March of the Martian Chickens
- Northstar Overture
- Novena
- Of Honor, Joy and Celebration
- Of Land and Sea
- On Eagles' Wings
- Ozark Folk Suite
- Ritual and Celebration
- Sansketch
- Spirit Canyon March
- Star Gazer
- Star March
- Stormy Point Overture
- Suite Romantique
- Sun Island Overture
- The Brass Ring
- The Dream Chasers
- The Drums of Blackhawk
- The Freedom Chronicles
- The River Red
- Wabash County Saga
- Westwood Portrait
- Where Legends Live
- Wind River Overature

### Kamermuziek
- 1997 A Kensington Portrait, voor trombonekwartet
- Colossus, voor trombonekwartet
- Divertimento for Tuba Ensemble
  1. Invention
  2. Melodrama
  3. Dance
  4. Chorale
  5. Toccata
- Stratford Point, voor trombonekwartet

### Werken voor slagwerk
- Allegro Fantastica, voor slagwerkkwartet
- A Time For Jazz
- Bayport Sketch
- Caccia Caper
- Cameo Suite
  1. March For Mopeds
  2. Dreamscape
  3. Caper
- Ceremonium
- Collidescope
- Collisions
- Country Variations
- Dynamo
- Incantation And Festal Dance, voor slagwerkoktet
- Malletrix
- Mosaics
- Proclamations
- Ragtime Renegade
- Run, voor slagwerksextet
- Scamper
- Spiritus!, voor slagwerkkwintet
- Two Episodes
- Two Frescos
- Windstone Suite
  1. Windstone
  2. Drone Dance
  3. Distant Songs & Incantations
  4. Visions & Jubilations
- Woodworks